# Шейх-Ібрагім II
Шейх-Ібрагім II (д/н–1524) — 40-й ширваншах в 1502—1524 роках.

## Життєпис
Походив з династії Дербенді. Син ширваншаха Фаррух Ясара. Про молоді роки відомостей про нього обмаль. У 1500 році брав участь у війні проти Ісмаїл I Сефевіда. після поразки відступив з рештками війська до фортеці Шахрін на березі Каспійського війська. Сефевіди на чолі із Хулафу-беком взяли в облогу Шахрін. Невдовзі Шейх-Ібрагім кинув фортеці, перебравшись до Гіляні, де місцевий правитель Каркія Мірза Алі надав тому прихисток.
1502 року на заклик знаті повернувся до Ширвану, де почалося повстання проти ширваншаха Султан-Махмуда, якого невдовзі було повалено. За цим Шейх-Ібрагім змусив сефевідського намісника Шахгельді-агу залишити Ширван. Відновленню держави також сприяли постійні походи в Персії та Хорасані шаха Ісмаїла I.
1505 року Султан-Махмуд, отримавши війська від Ісмаїла I, рушив на Ширван, де взяв в облогу Шейх-Ібрагіма II в фортеці Бігурд. Тримісячна облога не дала результату, тому Султан-Махмуд відступив до фортеці Гюлістан претендента було вбито власним мамлюком. Невдовзі ширваншах завдав персам поразки, змусивши їх залишити країну. У 1507 році перестав сплачувати данину Ісмаїлу I, який вимушений був придушувати повстання племені з-уль-кадар.
У 1509 році перські війська знову вдерлися до Ширвану. Шейх-Ібрагім II сховався в Бігурді. Частину своїх емірів Ісмаїл I відправив на захоплення Шемахи, а сам зайняв без бою Баку. Невдовзі ворогові підкорилося більшість країну. Намісником було призначено Лале-бек Шамлу. За цим було підкорено Дербентський емірат.
Шейх Ібрагім II визнав зверхність Ісмаїла I над своєю часткою Ширвана. Після перемоги персів над Мухаммедом Шейбані в 1510 році відправив до двору Ісмаїла I посла з вітанням. Невдовзі між ними налагодилися дружні стосунки. 1514 року підтримав перські війська після їх поразки у Чалдиранській битві. В подальшому ширваншах встановив дипломатичні відносини з Османською імперії, з 1516 року почав листуватися з султаном Селімом I.
У 1518 році Ісмаїл I запросив Шейх-Ібрагім II на урочистості з нагоди народження свого сина Сам Мірзи. У 1521 року і 1523 роках нові відносини було підтверджено шлюбами. Водночас 1521 року відправив вітання Сулейману I зі сходженням на трон.
Шейх Ібрагім II помер в 1524 році. Йому спадкував старший син Халілулла II.

## Родина
- Халілулла (д/н—1535), ширваншах
- Мухаммад Мірза (д/н—1528/1529)
- Музаффар Мірза
- Фаррух Ясар (д/н—після 1528), ширваншах
- донька, дружина Ісмаїла I, шаха Персії